# Thongvankham Sithilath
Thongvankham Sithilath   () és una política laosiana. És membre del Partit Popular Revolucionari de Laos. És representant de l'Assemblea Nacional de Laos per la ciutat de Vientiane (circumscripció 1).